# Historiografia de Portugal
A historiografia de Portugal é o estudo da História de Portugal. Os primeiros registos históricos no território correspondente a Portugal são anteriores à nacionalidade, como os de Paulo Orósio e Idácio de Chaves, que escreveram sobre os últimos anos do domínio romano e chegada das tribos germânicas. Na primeira metade do século X, no Alandalus, Amade ibne Maomé Arrazi redigiu a primeira história geral da Península Ibérica, divulgada nos reinos cristãos com o nome de Crónica do Mouro Rasis. Os testemunhos prosseguem na idade média com Pedro Afonso, conde de Barcelos e os cronistas Fernão Lopes, Gomes Eanes de Zurara e Rui de Pina entre outros, e multiplicam-se durante a expansão portuguesa através de autores como João de Barros, Fernão Lopes de Castanheda, Gaspar Correia e Damião de Góis.
A compreensão de Portugal e da sua história é uma constante da historiografia portuguesa: as condições que tornaram possível a autonomização de Portugal e, depois, lhe permitiram construir e manter uma identidade na Península e no mundo são o cerne da análise, acentuada a partir do século XIX, de historiadores e pensadores como Alexandre Herculano, Oliveira Martins, Antero de Quental, Sampaio Bruno, Jaime Cortesão, António Sérgio e Joel Serrão, entre outros.
A leitura da história de Portugal em termos de um ciclo de apogeu e queda, de potência mundial à irrelevância geopolítica, é uma leitura marcadamente oitocentista. Portugal tem, pela sua posição geográfica e características geomorfológicas, uma posição excêntrica relativamente à Europa. A posição atlântica, prolongada desde o século XV pelos dois arquipélagos dos Açores e o da Madeira, foi a chave da sua história e da sua identidade nacional: encravado entre um poderoso vizinho e o mar, os Portugueses souberam tirar partido da sua situação estratégica, quer construindo no mar um poderio militar, quer aliando-se à potência naval dominante (aliança inglesa), assegurando a sobrevivência face às pretensões hegemónicas das potências europeias. Escreve Veríssimo Serrão (História de Portugal, vol. 1): «em face de uma Espanha superior em dimensão cinco vezes, não houve milagre no caso português, mas somente a adequada integração dos seus naturais num quadro político que lhe assegurou a existência autónoma que qualquer periferia marítima amplamente favorece. [carece de fontes?]